# Michael Traber
Michael Traber (* 5. Juli 1929 in Zürich; † 27. März 2006 in Luzern) war ein katholischer Geistlicher,                                           Medienwissenschaftler und Verleger.

## Leben
Michael Traber wurde im Stadtteil Seebach von Zürich geboren und wuchs dort auf. Er beschloss, Missionar zu werden. Dafür durchlief er von 1949 bis 1956 die entsprechende Ausbildung am Missionsseminar Schöneck in Emmetten. Bereits 1950 wurde er Mitglied der Schweizer Missionsgesellschaft Bethlehem (SMB). Seine Priesterweihe erfolgte 1956. Daraufhin absolvierte er ein Studium der Medienwissenschaften an der Fordham University der Jesuiten in New York City und schloss 1960 mit dem Doktorat ab. Anschliessend wurde er 1961 von seiner Ordensgemeinschaft SMB als Missionar nach Südrhodesien (heute Simbabwe) entsandt. Dort wurde er ab 1962 Verlagsleiter der christlichen Mambo-Press in Gweru und war für die katholische Tageszeitung Moto verantwortlich. Traber war von Anfang an für seinen friedlichen Kampf gegen die Rassendiskriminierung bekannt. Weil er als Regimekritiker der weissen Minderheitsregierung unter Ian Smith eingestuft wurde, erfolgte 1974 seine Ausweisung aus dem damaligen Rhodesien. In die Schweiz zurückgekehrt, wurde er Direktor des Imba-Verlags in Freiburg im Üechtland. Auch lehrte Traber Journalismus in Kitwe (Sambia) und arbeitete als Berichterstatter aus verschiedenen afrikanischen Ländern. Von 1978 bis 1994 arbeitete er für den Weltverband für christliche Kommunikation (WACC). Nach seiner Pensionierung unterrichtete er Kommunikationswissenschaft am United Theological College (UTC) in Bangalore. Ausserdem war er als Professor für Ethik an der  Päpstlichen Universität Gregoriana in Rom tätig.

## Veröffentlichungen
- Das revolutionäre Afrika. Imba-Verlag, 1972, Freiburg (i. Ue.)
- Rassismus und weisse Vorherrschaft. Laetare-Verlag, 1971, Stein (Nürnberg)